# Feddan
Een feddan (Arabisch: فدّان) is een landmaat die gebruikt wordt in sommige 
Arabisch sprekende landen, voornamelijk in Egypte en Soedan. De grootte van een feddan kan enigszins variëren afhankelijk van de streek, maar is meestal gelijk aan ongeveer 4.200 vierkante meter (m²) of ongeveer 0,42 hectare (ha).
De vlaktemaat wordt in de landbouw gebruikt om het landoppervlak voor landbouwdoeleinden te meten. In het Arabisch betekent het woord feddan letterlijk een span ossen en verwijst naar het stuk land dat in een dag kan worden omgeploegd met een span ossen. Vanuit dit oogpunt is de feddan volledig analoog aan de Romeinse vlaktemaat iugerum. Toen Egypte in 1892 het metriek stelsel invoerde, was de feddan de enige oude maateenheid die juridisch in gebruik bleef.